# Helictopleurus nitidicollis
Helictopleurus nitidicollis är en skalbaggsart som beskrevs av Lebis 1960. Helictopleurus nitidicollis ingår i släktet Helictopleurus och familjen bladhorningar. Inga underarter finns listade i Catalogue of Life.